# Ranunculus felixii
Ranunculus felixii är en ranunkelväxtart som beskrevs av H. Lév.. Ranunculus felixii ingår i släktet ranunkler, och familjen ranunkelväxter. Utöver nominatformen finns också underarten R. f. forrestii.